# Kuwait Crown Prince Cup
Der Kuwait Crown Prince Cup (arabisch كأس ولي العهد) ist ein nationaler jährlich stattfindender kuwaitischer Fußballwettbewerb. Der Pokalwettbewerb wird seit 1994 ausgetragen.

## Sieger
| Jahr    | Sieger           | Ergebnis                | Finalist         |
| ------- | ---------------- | ----------------------- | ---------------- |
| 1994    | al Kuwait SC     |                         |                  |
| 1995    | Kazma SC         |                         |                  |
| 1996    | al-Arabi         |                         |                  |
| 1997    | al-Arabi         |                         |                  |
| 1998    | al Qadsia Kuwait |                         |                  |
| 1999    | al-Arabi         |                         |                  |
| 2000    | al-Arabi         |                         |                  |
| 2001    | al Salmiya Club  |                         |                  |
| 2002    | al Qadsia Kuwait |                         |                  |
| 2003    | al Kuwait SC     | 3:0                     | al-Arabi         |
| 2004    | al Qadsia Kuwait | 2:1                     | al Kuwait SC     |
| 2005    | al Qadsia Kuwait | 1:1 (n. V.) 3:1 (n. E.) | al Kuwait SC     |
| 2006    | al Qadsia Kuwait | 2:2 (n. V.) 3:2 (n. E.) | al Kuwait SC     |
| 2007    | al-Arabi         | 1:0                     | Kazma SC         |
| 2008    | al Kuwait SC     | 1:0 (n. V.)             | al Qadsia Kuwait |
| 2009    | al Qadsia Kuwait | 1:1 (n. V.) 5:3 (n. E.) | al Kuwait SC     |
| 2010    | al Kuwait SC     | 2:2 (n. V.) 3:2 (n. E.) | al-Arabi         |
| 2011    | al Kuwait SC     | 2:1                     | Khaitan SC       |
| 2011/12 | al-Arabi         | 0:0 (n. V.) 4:1 (n. E.) | al Qadsia Kuwait |
| 2012/13 | al Qadsia Kuwait | 3:1                     | al-Arabi         |
| 2013/14 | al Qadsia Kuwait | 2:1                     | al-Arabi         |
| 2014/15 | al-Arabi         | 4:2 (n. V.)             | al Kuwait SC     |
| 2015/16 | al Salmiya Club  | 1:0                     | al Kuwait SC     |
| 2016/17 | al Kuwait SC     | 0:0 (n. V.) 5:3 (n. E.) | al Qadsia Kuwait |
| 2017/18 | al Qadsia Kuwait | 1:1 (n. V.) 6:5 (n. E.) | al Kuwait SC     |
| 2018/19 | al Kuwait SC     | 1:0                     | al Qadsia Kuwait |
| 2019/20 | al Kuwait SC     | 2:2 (n. V.) 3:2 (n. E.) | al-Arabi         |
| 2020/21 | al Kuwait SC     | 2:1 (n. V.)             | al Qadsia Kuwait |
| 2021/22 | al-Arabi         | 1:1 (n. V.) 5:4 (n. E.) | al Kuwait SC     |
| 2022/23 | al-Arabi         | 2:2 (n. V.) 4:1 (n. E.) | al Salmiya Club  |